# دولورس ۱۲۷۷
سیارک ۱۲۷۷ (به انگلیسی: 1277 Dolores، نام‌گذاری: 1933HA) هزار و دویست و هفتاد و هفتمین سیارک کشف شده‌است، که در ۱۸ آوریل ۱۹۳۳ و در رصدخانه سایمیز کشف شد.
قدر مطلق سیارک برابر ۱۱٫۰۵ است.